# Grosser Wilder
Le Grosser Wilder est une montagne qui s’élève à 2 379 m d’altitude dans les Alpes d'Allgäu, à la frontière entre l'Allemagne et l'Autriche.